# كاري أشتون جونسون
كاري أشتون جونسون (بالإنجليزية: Carrie Ashton Johnson)‏ هي رئيسة تحرير صحيفة وكاتِبة أمريكية، ولدت في 24 أغسطس 1863 في دوراند في الولايات المتحدة، وتوفيت في 3 مارس 1949.